# Alberto Albani Barbieri
Alberto Albani Barbieri (Ancona, 22 maggio 1907 – Ancona, 21 marzo 1984) è stato uno sceneggiatore, giornalista e critico cinematografico italiano.

## Biografia
Dopo essersi laureato in giurisprudenza, lavorò nel cinema italiano come critico cinematografico del giornale romano La Tribuna dal 1928 al 1939, fu addetto al reparto soggetti per la Cines e quindi al Monopolio per i film esteri. Collaborò anche con altri giornali e periodici, tra i quali Fotogrammi. Nel 1940 esordì come sceneggiatore e dialoghista del film Incanto di mezzanotte di Mario Baffico e nel dopoguerra scrisse una dozzina di film, sia a soggetto che documentari (Il cimitero degli elefanti, Paese con l'asterisco, Interludio di mezza stagione), collaborando in alcuni di essi anche come aiuto regista, soprattutto con Mario Costa e Roberto Savarese, ma anche con Biancoli, Boccia e Bennati. Fu inoltre dirigente dell'E.N.I.C. e della DEAR Film. Apparve anche come attore in due pellicole dirette da Vittorio De Sica (Umberto D. e Il giudizio universale), in ruoli minori. Dopo il 1961 abbandonò l'attività cinematografica.

## Filmografia

### Sceneggiatore
- Incanto di mezzanotte, regia di Mario Baffico (1940) – anche dialoghi
- M.A.S., regia di Romolo Marcellini (1942) – anche soggetto
- Penne nere, regia di Oreste Biancoli (1952)
- Ti ho sempre amato!, regia di Mario Costa (1953) – anche aiuto regista
- Anna perdonami, regia di Tanio Boccia (1953)
- Pietà per chi cade, regia di Mario Costa (1954) – anche aiuto regista
- Gli amori di Manon Lescaut, regia di Mario Costa (1954) – anche aiuto regista
- Prigionieri del male, regia di Mario Costa (1955) – anche aiuto regista
- La mina, regia di Giuseppe Bennati (1958)
- Amore a prima vista, regia di Franco Rossi (1958) – anche aiuto regista
- Sergente d'ispezione, regia di Roberto Savarese (1958)
- Avventura in città, regia di Roberto Savarese (1959) – anche aiuto regista
- Battaglie sui mari, regia di Roberto Savarese (1961)